# Lufengpitec
El lufengpitec (Lufengpithecus) és un gènere de simis extints dins la subfamília Ponginae.
El nom del gènere prové del comtat de Lufeng de Yunnan a la Xina on s'han trobat els fòssils.
Aquest gènere té quatre espècies: Lufengpithecus lufengensis, Lufengpithecus yuanmouensis, Lufengpithecus keiyuanensis i Lufengpithecus chiangmuanensis.
Lufengpithecus lufengensis data del Miocè tardà, en un primer moment es pensava que representava dues espècies independents: Sivapithecus yunnanensis, considerat un ancestre dels orangutans, i Ramapithecus lufengensis, considerat com a ancestre dels humans. Quan el 1980 es comprovà que els fòssils de "Ramapithecus" eren en realitat les femelles del Sivapithecus i s'hagué de crear un nou gènere i la nova espècie Lufengpithecus lufengensis per acomodar la gran col·lecció d'homínids fòssils desenterrats a Lufeng en la dècada de 1970. Aquesta espècie presenta un gran dimorfisme sexual comparable al que es troba en els simis cercopitecs.
En la dècada de 1980 i 1990 fòssils similars als anteriors foren obtinguts en excavacions al comtat de Yuanmou també a Yunnan que s'atribueixen a la nova espècie anomenada L. yuanmouensis. Les restes que s'han trobat inclouen moltes dents fragments de mandíbula i del maxil·lar i l'esquelet facial d'un jove comparable en edat dental amb el famós austrolopitec nen de Taung de Sud-àfrica.
Material recollit en la dècada de 1950 a Keiyuan (Yunnan) que s'atribuí a l'espècie Drypopithecus keiyuanensis ha quedat assignat L. keiyuanensis.
Un sol fragment de mandíbula trobat a Sichuan, Xina, s'assignà al gènere Homo, s'ha arguït que és similar a Lufengpithecus suggerint que aquest gènere podria haver sobreviscut tan recentment com fa dos milions d'anys coincidint amb Gigantopithecus i antics orangutans d'aquesta regió (Etler et al. 2001). Com que els Sivapithecus, els Lufengpithecus tenien l'esmalt dels queixals gruixut i, especialment en les femelles, canins poc desenvolupats. Alguns premolars tenien una lleugera segona corona que mostrava un canvi des del paper de dents talladores que tenien en altres espècies de simis.
Una espècie relacionada, Lufengpithecus chiangmuanensis, s'ha trobat recentment a Tailàndia. Aquesta espècie només s'han trobat algunes dents però sembla tenir una morfologia intermèdia entre Sivapithecus i els orangutans recents.